# 다레스트 혜성
다레스트 혜성(6P/다레스트)는 화성과 목성 사이를 공전하는 태양계의 주기적인 목성 계열 혜성이다. 이 헤성은 1976년 8월 12일 지구로부터 0.15124 천문단위 (22,625,000 km; 14,059,000 mi)의 지점을 통과했다. 다음 근일점 통과 일시는 겉보기 등급 약 +10등급으로 95도의 태양 이각을 가지는 2021년 9월 17일이다.
이 혜성이 근일점 (태양에 가장 가깝게 접근)에 마지막으로 도달한 때는 2015년 3월 2일인데, 2014년 10월부터 2015년 5월까지 태양 이각이 30도 미만이었기 때문에 관측하기 곤란하였다.
이 혜성은 1851년 6월 28일과 30일 독일 라이프치히에서 하인리히 루트비히 다레스트(Heinrich Ludwig d'Arrest)가 처음으로 관측하였다.
1991년 로마의 Istituto Astrofisica Spaziale의 안드레아 카루시(Andrea Carusi),죠반니 B. 발세치(Giovanni B. Valsecchi) 및 브리티슬라바의 슬로바키아 천문학 연구소의 루보 크레삭(Ľubor Kresák), 마르기타 크레사코바(Margita Kresáková)의 두 연구진은 각각 독립적으로 이 혜성이 필리페 더 라 히레(Philippe de La Hire)에 의하여 관찰된 혜성과 동일한 것이라고 주장하였다.
혜성의 핵의 지름은 약 3.2 km로 추정된다.
6P/d는, 발사후 궤도에 도달한 직후 연락이 두절되어 결국 실패한 무인 탐사 프로그램인 컨투어 우주선의 임무 표적이 된 3개의 혜성 중 하나였다.
만일 성공적이었다면 컨투어 탐사에서 다레스트 혜성의 연구 날짜는 두 개의 다른 혜성을 방문한 후인 2008년이었을 것이다.
2007년 즈음에 6P/d 다레스트 혜성은 표본 반환 임무 연구를 위해 조사된 9개의 혜성 중 하나였다. 2010년대에 혜성 표면의 시료 반환 임무가 뉴 프론티어 프로그램 최종 후보로 선택되었지만 최근에 연구된 67P 혜성이 선택된 대상으로 선정되었다.

## 같이 보기
- 혜성 탐사 목록

## 참고 문헌
1. 1 2  “JPL Close-Approach Data: 6P/d'Arrest” (last observation: 2014-03-10). 2012년 2월 22일에 확인함.
2. ↑  Seiichi Yoshida (2014년 3월 16일). “6P/d'Arrest”. Seiichi Yoshida's Comet Catalog. 2014년 10월 29일에 확인함.
3. ↑  Syuichi Nakano (2008년 5월 28일). “6P/d'Arrest (NK 1625)”. OAA Computing and Minor Planet Sections. 2012년 2월 18일에 확인함.
4. ↑  “Elements and Ephemeris for 6P/d'Arrest”. Minor Planet Center. October 29, 2014에 원본 문서에서 보존된 문서. October 29, 2014에 확인함. (0006P)
5. 1 2  Kronk, Gary W. (2001–2005). “6P/d'Arrest”. 2006년 6월 22일에 원본 문서에서 보존된 문서. 2006년 6월 7일에 확인함. (Cometography Home Page)
6. ↑  Carusi, A.; Valsecchi, G. B.; Kresák, Ľ.; Kresáková, M.; and Sitarski, G., Periodic Comet d'Arrest = Comet la Hire (1678), IAU Circular 5283, 1 (1990)
7. ↑  “JPL Small-Body Database Browser: 6P/d'Arrest” (last observation: 2014-03-10). Jet Propulsion Laboratory. 2010년 2월 25일에 확인함.
8. ↑  “Contour: Missing in Action - Sky & Telescope”. 《Sky & Telescope》 (미국 영어). 2003년 7월 23일. 2017년 12월 28일에 확인함.
9. ↑  Weaver, Hal; A’Hearn, Mike; Fountain, Glen. “Comet Surface Sample Return” (PDF). 2017년 12월 31일에 확인함.